# Pied de caméra

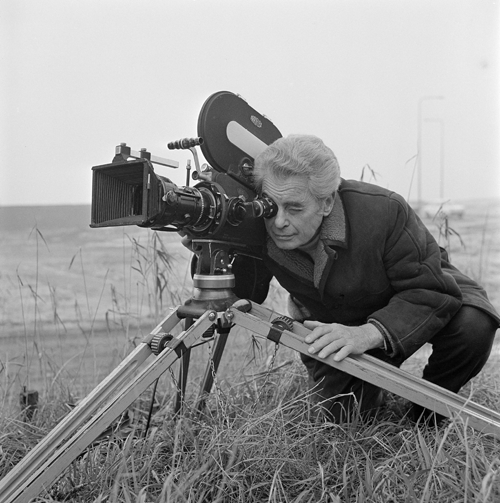
Le réalisateur Joris Ivens au cadre d’une Arriflex 16 M sur un trépied en bois de même marque.

Un pied de caméra est un dispositif qui permet au cadreur d’un film (cinéma, téléfilm, documentaire, clip, publicité, amateur) de mettre en place un appareil de prise de vues animées pour effectuer le tournage d’un plan au cadrage aussi bien fixe qu’en mouvement (panoramique, travelling, grue).
Souvent, ce support est un trépied inspiré de ceux qui servent en photographie mais adapté au poids plus important d’une caméra et à la réalisation de mouvements lors de la prise de vues. Mais il peut prendre des formes inattendues, liées aux progrès des appareils de prise de vues et aux modes esthétiques.

## Histoire

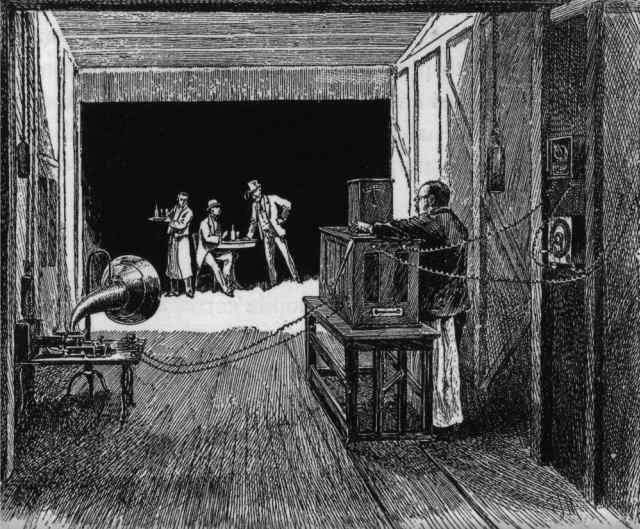
Tournage en play-back sonore dans le studio Black Maria avec un kinétographe Edison installé sur un petit praticable fixe (1893).

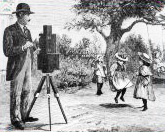
Père filmant ses enfants avec un cinématographe Lumière sur trépied (publicité de 1895).

Contrairement aux appareils photo qu’il était possible de porter contre soi pour une prise de vue instantanée (Kodak avait inventé la pellicule souple dans ce but), les premières caméras de cinéma ont nécessité d’être posées sur un support adéquats. Dans la toute première, la caméra Kinétographe, mise au point par Thomas Edison et William Kennedy Laurie Dickson, la pellicule était entraînée par un moteur électrique et le mouvement alternatif du film produit par une came à rochet électrique. À l’époque, un tel mécanisme représentait plus de 150 kg et le kinétographe était posé sur ce qu’on appelle aujourd’hui un praticable de petites dimensions. En revanche, la caméra Cinématographe, mise au point par Louis Lumière, était destinée au marché des amateurs pour à la fois tourner des films familiaux et effectuer leur projection à domicile. L’appareil avait en conséquence été prévu doté d’une manivelle d’entraînement afin d’être léger (moins de 5 kg) et très mobile. Cependant, la mise en rotation de la manivelle à raison de deux tours à la seconde rendait impossible un porter de la caméra contre soi et encore moins à main levée (au poing). Sa mise en place sur un trépied photographique était obligatoire. La tradition photographique d’une prise de vues à niveau était respectée, la caméra était simplement fixée au sommet des branches du trépied.
Autant l’appareil photo était devenu un objet connu et que de plus en plus de gens aisés possédaient, autant la caméra de cinéma était un objet de curiosité, attisée par le côté un peu magique du mouvement de rotation qu’impulsait l’opérateur à sa manivelle, qui donna plus tard en français l’expression « tourner un film ». Les cinéastes devaient être rapides pour mettre en batterie leur appareil, faute de quoi ils risquaient d’être entourés de curieux, au détriment de leur prise de vues, sauf si c’était volontaire. « Une caméra fonctionnant en plein air était une curiosité et une publicité. Aussi les opérateurs stationnaient-ils plusieurs heures durant aux carrefours fréquentés, tournant à vide leur manivelle. Le soir venu, les badauds qui s’étaient crus filmés, assiégeaient les salles dans l’espoir de se reconnaître sur l’écran. »

## Trépied cinéma

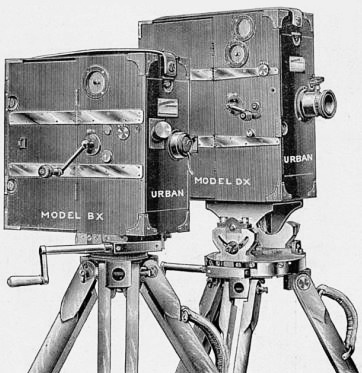
Publicité pour deux modèles de caméras Urban Bioscope anglaises avec leur trépied en bois de même marque (1902).

Longtemps, les supports de caméra ont été des trépieds en bois. À tel point que la plupart des fabricants de caméras proposaient également un trépied de leur conception. L’avantage principal du bois est son poids modéré, en comparaison avec la plupart des métaux, et la facilité de son façonnage, associé à une souplesse qui le protège des coups et évite tout graissage. Les trépieds ont ensuite été construits en tubes télescopiques de métaux légers, notamment en duralumin.
Le trépied bois
- Trois jeux de branches coulissantes face contre face, avec autant de dispositifs de serrage métalliques. Leur extrémité est protégée par une pointe métallique destinée à ancrer le pied dans le sol. En cas de tournage en intérieur, un triangle, en bois ou métallique, ou une pièce en forme de Y pliable (nommée Y), évite aux pointes de détériorer les parquets, et aussi de glisser sur toute surface lisse.

Certains modèles possèdent une sécurité sous la forme de chaînettes qui relient les dispositifs de serrage, empêchant ainsi un écartement total accidentel des branches, qui pourrait être préjudiciable à la caméra (détail que l'on peut remarquer sur la photo du réalisateur Joris Ivens.
Un niveau à bulle indicatif est présent sur la base.

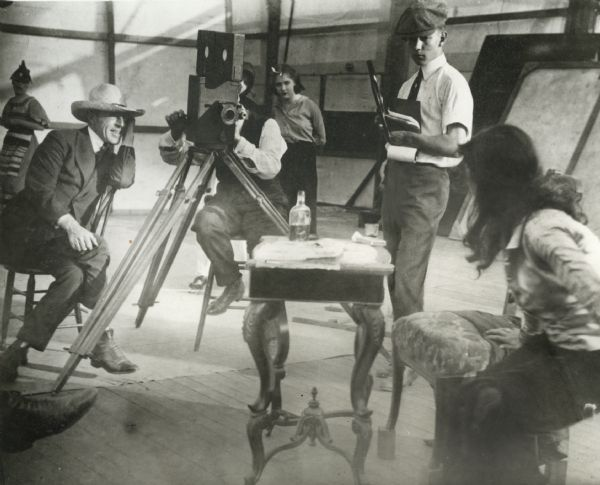
Intolérance : trépied en bois sans tête de réglage (1916).

- À la jonction des trois branches, une simple plateforme supportait la caméra dans les deux premières décennies du cinéma, identique à celle que les photographes employaient en extérieur avec les chambres photographiques.

Sur cette photo de tournage du film Intolérance, derrière D. W. Griffith qui dirige Miriam Cooper, une caméra Pathé ''Professionnelle'' est installée sur un trépied en bois équipé d’une plateforme simple. L’opérateur règle le niveau en termes d’horizontalité en écartant peu à peu chacune des branches. Il n’y a pas, couronnant la plateforme, ce qui est appelé une tête.
Les caméras de cinéma sont plus lourdes que les chambres photographiques. Le réglage de leur niveau par le seul trépied est plus difficile et plus risqué à effectuer. Très tôt, la nécessité d’une tête réglable indépendante des branches, a amené à concevoir des têtes qui permettaient de régler rapidement l’axe et l’angle de prise de vues grâce à deux couronnes, l’une, horizontale, pour le réglage de l’axe, l’autre, demi-couronne ou axe de rotation, pour le réglage azimutal.
« On utilise soit un manche qui actionne une tête supportant la caméra et pouvant pivoter en tous sens, c’est ce que préfèrent les cinéastes français, soit deux manivelles qui entraînent, l’une un berceau denté pour les panoramiques verticaux, l’autre une couronne dentée pour les panoramiques horizontaux. » Les deux systèmes ont perduré parallèlement afin d’activer ces réglages :
- Le "manche".

Ce dispositif simple et économique assure la tenue de la caméra et son réglage en tous sens. Sur cette photo, le cadreur allemand Arndt von Rautenfeld utilise une caméra Debrie Parvo L montée sur un trépied en bois dont la tête, sous la poussée du manche, une sorte de gouvernail, oriente la caméra et permet les différents mouvements de panoramique et leur combinaison (à gauche, à droite, vers le haut, vers le bas). Ce dispositif va de pair avec une position caractéristique du cadreur, penché et faisant corps avec la caméra (position renforcée par la visée reflex).
- Les couronnes dentées.

Elles sont animées par deux manivelles. Sur cette photo, Charles Chaplin vérifie le cadrage d’un plan avec la caméra Bell-Howell 2709 montée sur un trépied en bois dont la tête est activée par les deux petites manivelles que l’on voit devant (réglage vertical) et sur le côté (réglage horizontal). La manipulation des manivelles nécessite une habileté ambidextre que n’exige pas le "manche", et la position de visée avec ce dispositif implique un certain recul par rapport à la caméra. Le cadreur se tient droit (viseur clair latéral).
- "Manche" et/ou couronne dentée.

Parfois se côtoient les deux systèmes.

Manche ou manivelles
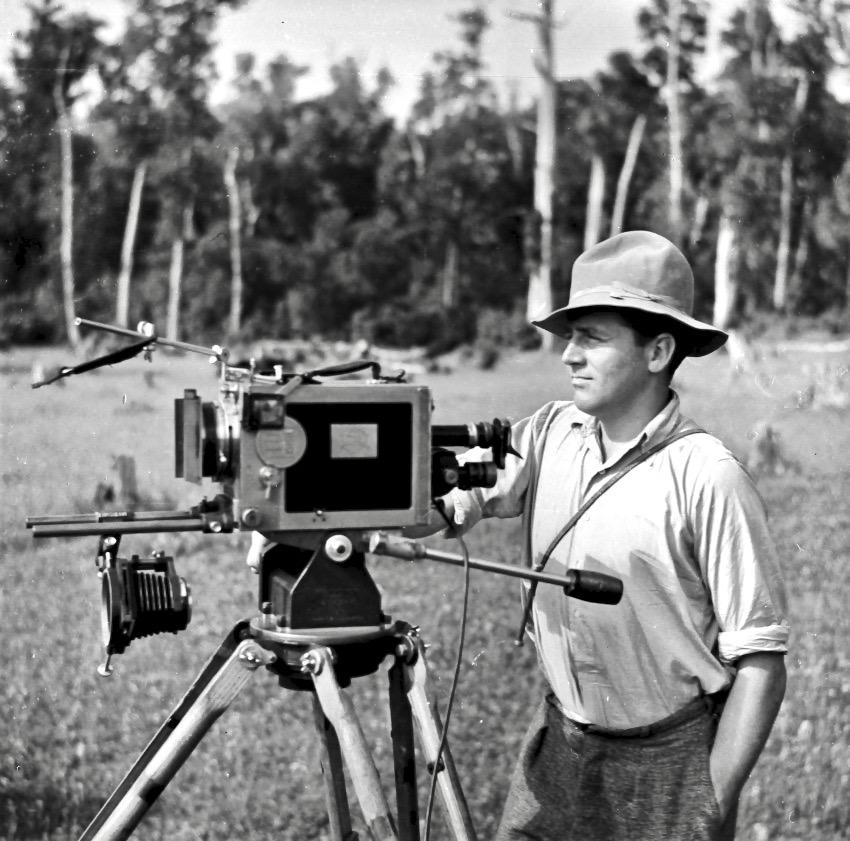
Arndt von Rautenfeld et le manche de sa caméra Debrie Parvo L (1938).
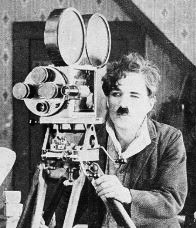
Chaplin et les manivelles de sa caméra Bell-Howell 2709 (1921).

Le trépied métallique
Il est composé de tubes télescopiques avec des systèmes de serrage par joint torique. Comme le trépied bois, il aligne trois modèles aux branches de différentes longueurs, ce qui donne trois hauteurs maximales possibles : grandes branches, moyennes branches (1 ou 2 modèles parfois) et petites branches ("hi-hat").

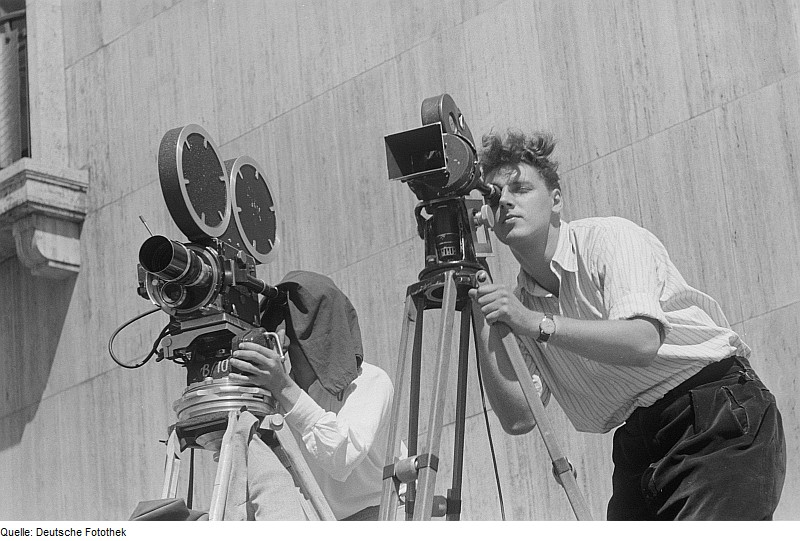
Deux caméras : une Bell-Howell 2709 et une Arriflex sur tête à "manche", 1 pied métallique et 1 pied en bois.

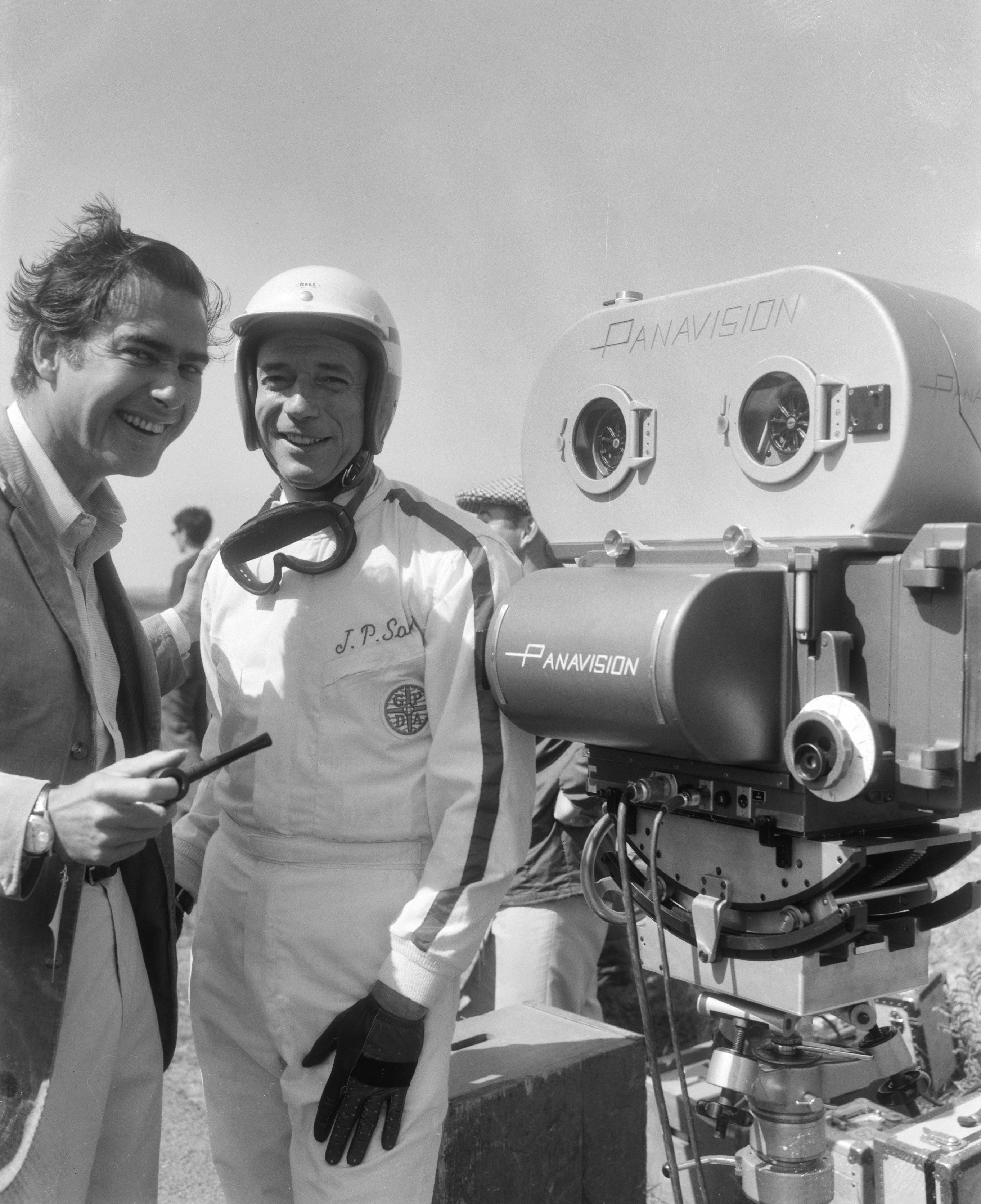
Le réalisateur John Frankenheimer et Yves Montand à côté d’une caméra Panavision montée sur tête Worrall (1966).

- Lorsque le contrôle des mouvements est assuré par un "manche", au-dessus du pied, se trouve un bol (nommé "cuvette" ou "coupole") dans lequel on peut introduire une demi-sphère qui s’adapte à ce bol et permet très rapidement de « faire la bulle », comme le disent les techniciens, autrement dit : positionner la plateforme de la caméra (appelée la "platine") à l’horizontal parfait et rendre solidaires le bol et la demi-sphère (donc la caméra et le trépied) grâce à un solide serrage de la grosse vis que porte la demi-sphère. Ce dispositif permet de « casser la bulle », afin d’obtenir un cadrage penché que l’on appelle un plan cassé ou débullé. Certains modèles, destinés à des caméras lourdes, possèdent des volants régulateurs internes destinés à rendre plus fluides les mouvements que le cadreur impulse à l’appareil.

- Lorsque le contrôle des mouvements est assuré par des manivelles, celle de droite active le mouvement vertical par l’intermédiaire d’une vis sans fin, celle de gauche active le mouvement horizontal. La couronne dentée produisant le mouvement vertical est appelée berceau car elle fait osciller la caméra d’avant en arrière, comme un berceau d’enfant. L’Américain George Worrall est à l’origine du plus célèbre de ces dispositifs (en anglais : "anglais : geared head", "tête à engrenages"), conçue pour la caméra Mitchell. Au préalable, il est nécessaire de mettre le tout à l’horizontal par le raccourcissement ou l’élongation des branches du trépied, et ce dispositif ne permet pas de « casser la bulle ». Pour ce faire, il faut installer des pièces supplémentaires en forme de coins (au surnom familier en France de quart de Brie).

Par construction et position du centre de gravité par rapport au diamètre du berceau, la caméra non contrôlée par l’opérateur revient spontanément en position neutre, sans angle azimutal.

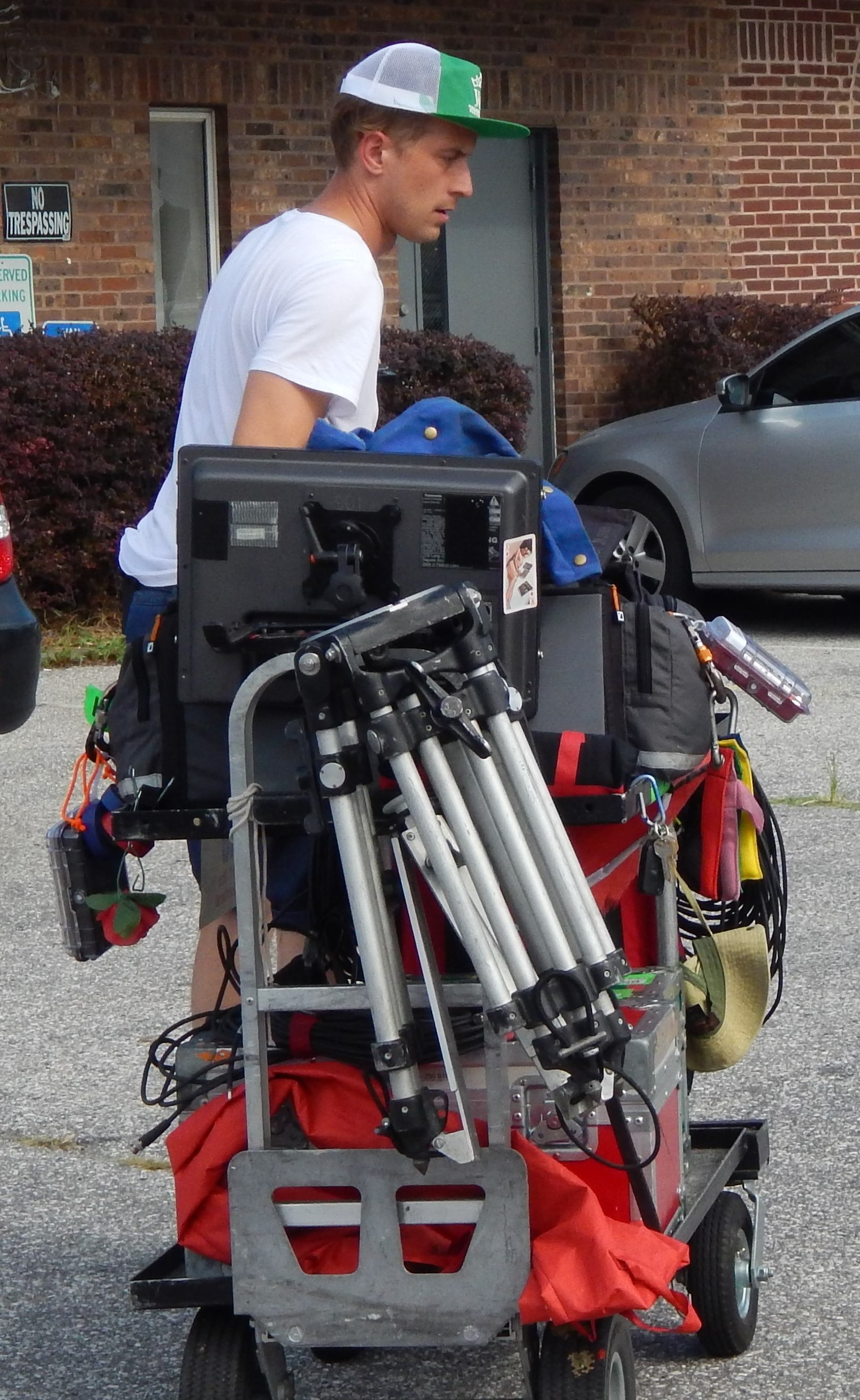
Trépied métallique à moyennes branches (2017).
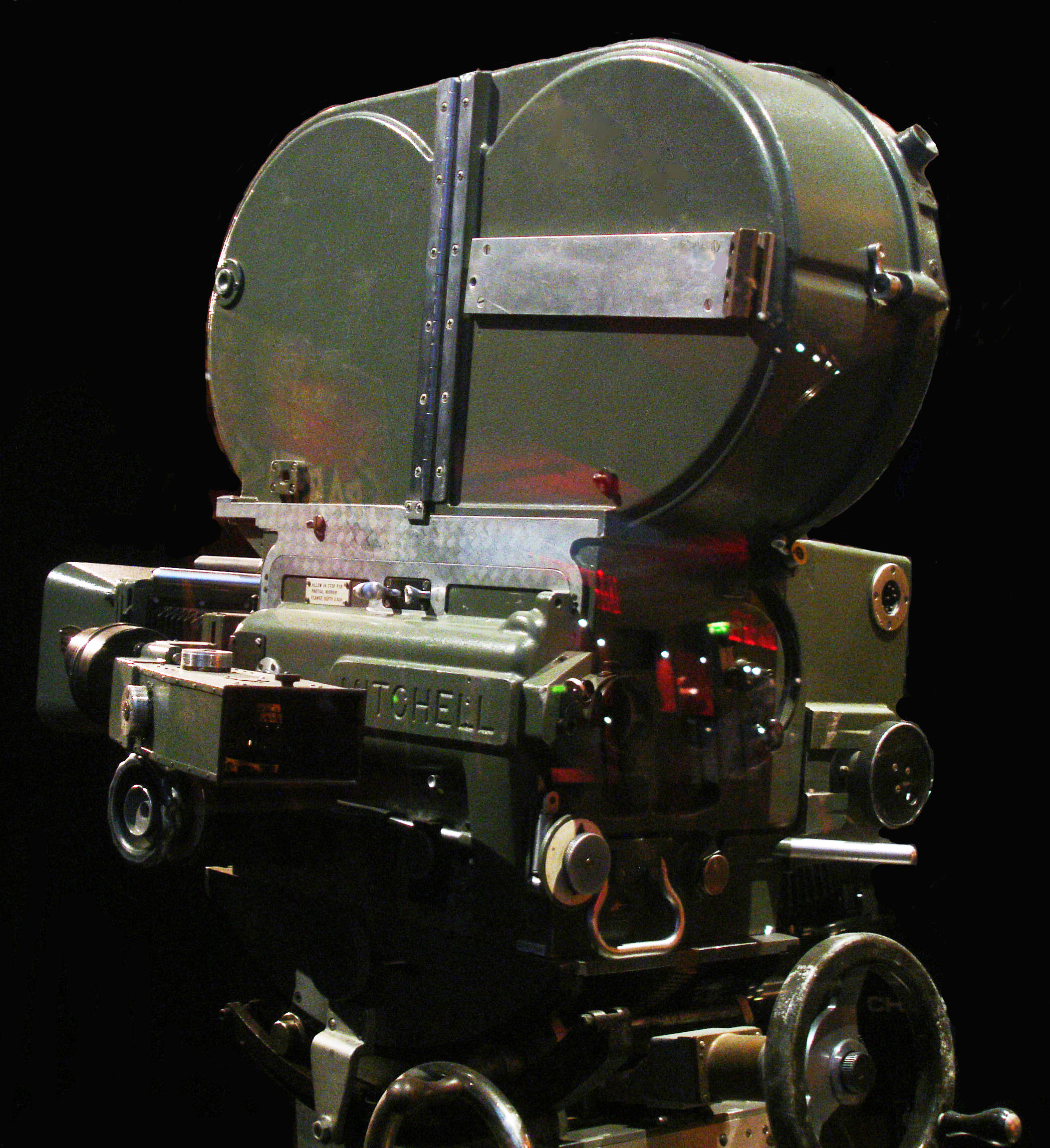
Mitchell BNC sur tête Worrall : viseur à gauche, manivelle horizontale à main gauche, verticale à main droite.
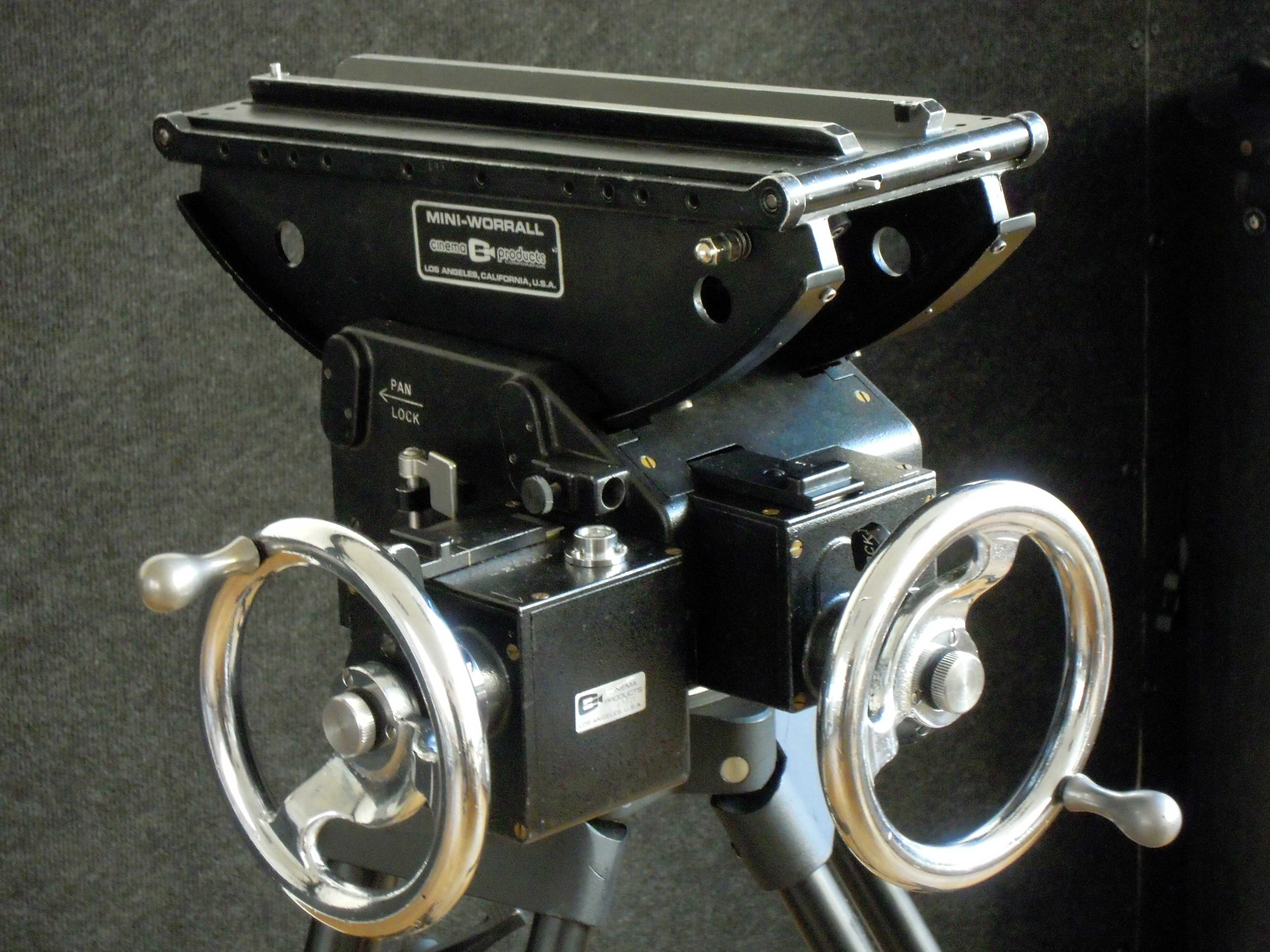
Petite tête moderne de marque Worrall, manivelle horizontale à main gauche, verticale à main droite.

La société Mitchell a elle-même initié d’autres systèmes de berceaux, notamment le dispositif "Mitchell Vitesse" où le poids de la caméra est disposé "sous" l’axe de rotation vertical (comme une balançoire), ce qui permet des recadrages ou des panoramiques verticaux très rapides, sur 360°, et cela en toute sécurité pour l’appareil. D’autres fabricants ont mis sur le marché des têtes à berceau : Arri, Gearnex, Technovision...

## Pied boule
C’est un peu l’équivalent du monopode photographique, mais il est plus ancien, et surtout beaucoup plus lourd. Il comporte un seul ensemble de tubes métalliques télescopiques de gros diamètre posé sur une forme en Y en métal moulé munie à chaque extrémité de roues caoutchoutés dures protégées par un carénage. La montée et la descente de la caméra sont facilitées par un système hydraulique intégrée ou par une simple crémaillère à manivelle. Avec la caméra, le tout peut dépasser largement les 200 kg. 
Le pied boule est prévu pour des tournages en studio, mais peut être utilisé sur toute surface lisse en extérieur. Il sert sur un plateau à déplacer la caméra d’un point de prise de vues à un autre, mais pas pour effectuer un travelling. 
La télévision l’a adopté pour les tournages multi-caméras sur les plateaux, plus solide à l’usage que les bricolages à partir de trépieds

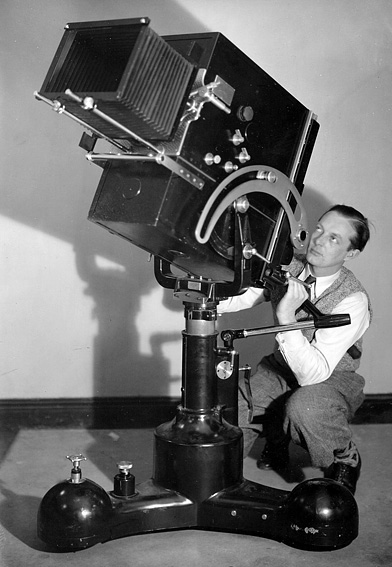
Caméra Debrie Parvo enfermée dans un blimp d’insonorisation et installée sur un pied boule Debrie (1930).
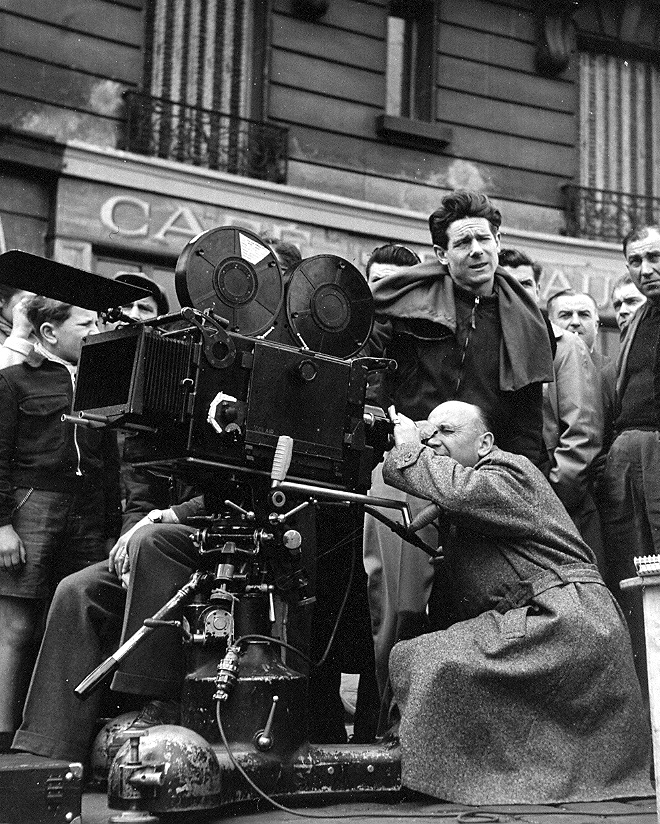
Camé 300 Reflex installé sur un pied boule Debrie (1952).
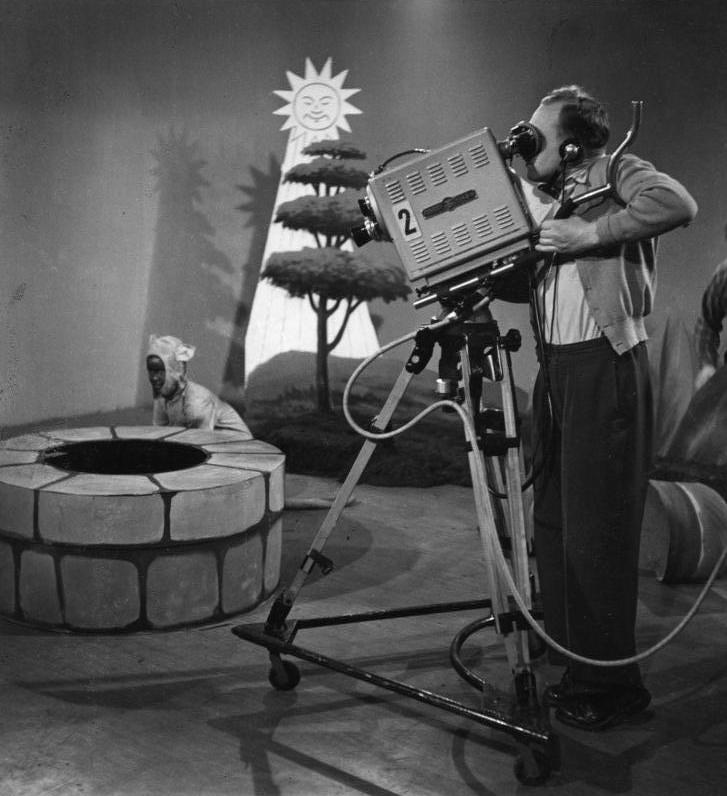
Cadreur de télévision utilisant un trépied en bois sur un Y en tubes légers sur roulettes (années 1950).

## Dolly
« À partir des années 1920-1930, la machinerie de studio nécessaire à la confection de travellings souples et précis est bien au point et n’a rien à envier aux chariots sur rails d’aujourd’hui, sinon leur légèreté. »

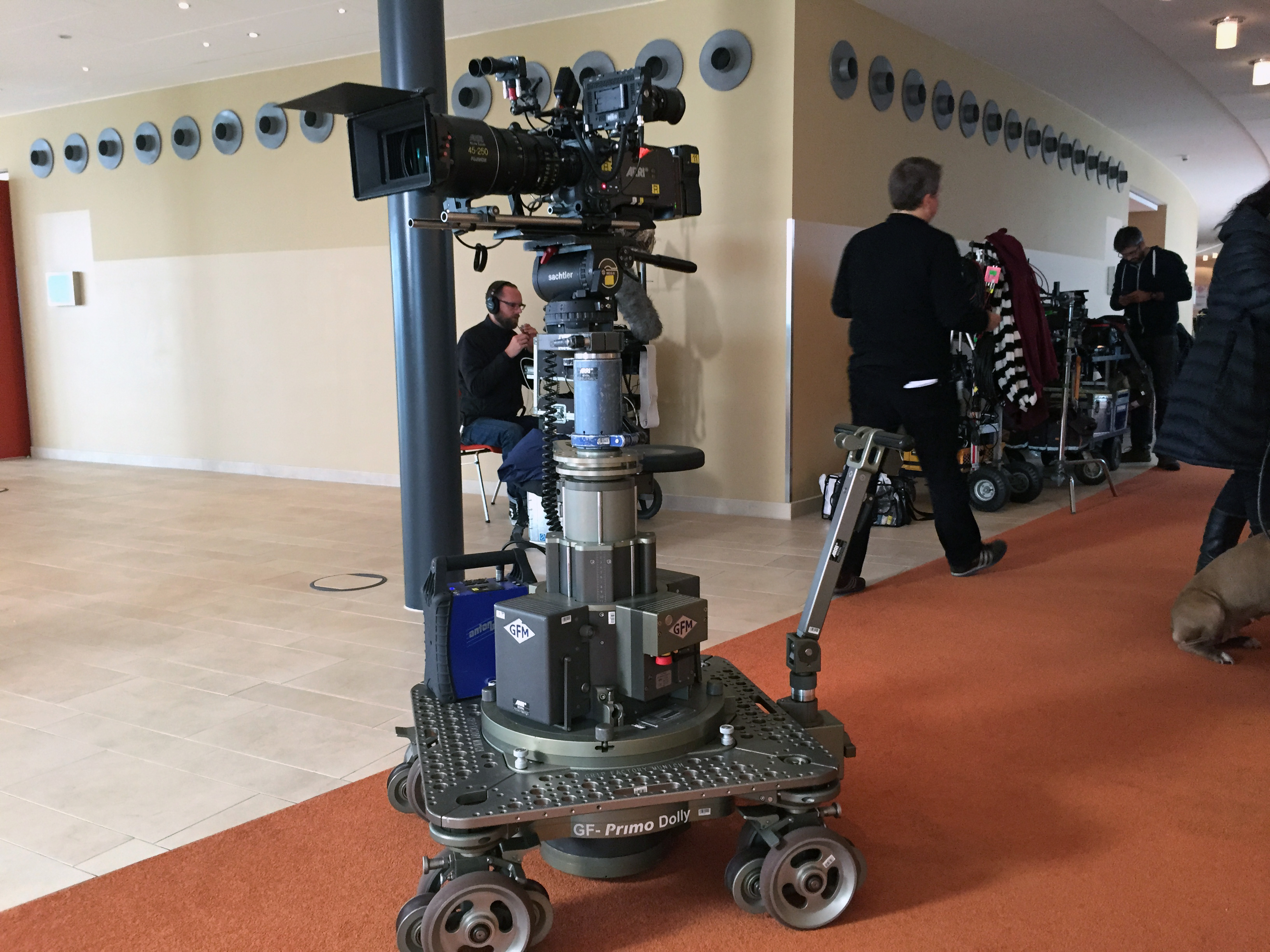
Un développement technologique : du pied boule à la dolly.

Pour effectuer des travellings, l’imagination n’a pas fait défaut aux cinéastes des premiers temps. C’est Alexandre Promio, un opérateur de Louis Lumière qui eut le premier l’idée (simple, mais encore fallait-il y penser) de monter avec sa caméra dans un "vaporetto" vénitien et d’y filmer une vue du Grand Canal défilant devant son objectif. C’était en 1896, et bientôt, tous les opérateurs de tous les pays installèrent leurs caméras dans les voitures, les trains, les ascenseurs, les ballons dirigeables… en un mot, toute machine pouvant se déplacer avec des passagers. Dans les studios, les idées ne manquèrent pas et des chariots très différents furent bricolés pour mettre en mouvement la caméra. 
Dolly (dollies au pluriel) est un mot anglais passé en français dans le jargon professionnel du tournage de films, qui désigne un support de caméra utilisé pour effectuer des travellings, dont certains modèles peuvent transporter en plus de la caméra le cadreur, voire son premier assistant opérateur ("pointeur"). Le roulement offre deux possibilités : déplacement sur pneus (terrain plat et solide, ou chemin de contreplaqué épais) ou déplacement sur rails. 
Aujourd’hui, il existe une infinité de modèles de dollies, car mettre systématiquement en mouvement une caméra est devenu une mode esthétique parfois incontournable, ce qui a créé un marché fleurissant de dispositifs ingénieux. « La tentation est grande en effet d’errer dans un décor sous prétexte de filmer « tout en mouvement ». »
- Dolly simple : dans ce modèle, la hauteur de l’axe de prise de vues est déterminée avant le tournage du plan, et ne peut pas varier durant la prise. Les roues, en disposition de triangle ou de parallélépipède rectangle ont un écart fixe.

- Dolly à bras modulables : les différents bras équipés de roues peuvent être écartés ou repliés individuellement par commodité (notamment par rapport aux obstacles du décor) tout en gardant un parallélogramme de sustentation suffisant pour conserver l’équilibre de la caméra.

- Dolly à élévation : l’axe de prise de vues peut être élevée ou abaissé pendant la prise de vues grâce à un dispositif de vérin hydropneumatique, mouvement de grue qui porte cet axe jusqu’à 2 mètres et demi du sol et sert surtout à recadrer un personnage pour l'accompagner dans ses gestes (par exemple, se lever ou s'asseoir).

- Mini-dolly : ce dispositif, très utilisé actuellement, déplace la caméra seule (caméra légère), munie ou pas d’une visée à distance. Souvent mis en parallèle d’un super accéléré, ou "time-lapse", le déplacement lent de la caméra est obtenu également par un intervallomètre sur une glissière, un ou des rails, ou sur roulettes à pneus pleins. Ce dispositif est généralement télécommandé.

On peut aussi associer à une dolly, quel que soit le modèle, un petit bras à deux flèches, posé sur la platine réservée à la caméra, que l'on appelle d'un autre terme anglais : jib (flèche, bras), qui augmente la performance du dispositif, la caméra se trouvant alors à l'extrémité d'un bras mobile dont l’élévation et la descente sont importantes. L’engin ainsi équipé rejoint le dispositif de la grue de cinéma.

## Grue
La grue est un dispositif à deux flèches en équilibre qui permet d’effectuer des mouvements de descente ou de montée de la caméra. Elle est aussi utilisée en tant que bras de déport pour survoler un décor encombré d’obstacles où son passage sur un chariot serait difficile, voire périlleux. La caméra peut ainsi effectuer un travelling au-dessus d’une table entourée de nombreux convives ou décrire une scène de combat particulièrement animée. Les grues classiques comportent à l’extrémité d’une des flèches, une plateforme où l’on installe la caméra montée sur pied et qui comporte de 1 à 3 sièges occupés pendant la prise de vues par le cadreur, l’assistant-opérateur et parfois le réalisateur ou le directeur de la photographie. Sur l'une des photos, les machinistes complètent le contre-poids avec leur propre corps et une corde permet au chef machiniste d’entraîner et de contrôler le mouvement en hauteur et en rotation. Positions périlleuses qui ont mené les ingénieurs à inventer un système identique, mais contrôlé à distance sans la présence en hauteur d’aucun technicien. Le modèle le plus connu en Europe  est la Louma (marque). 

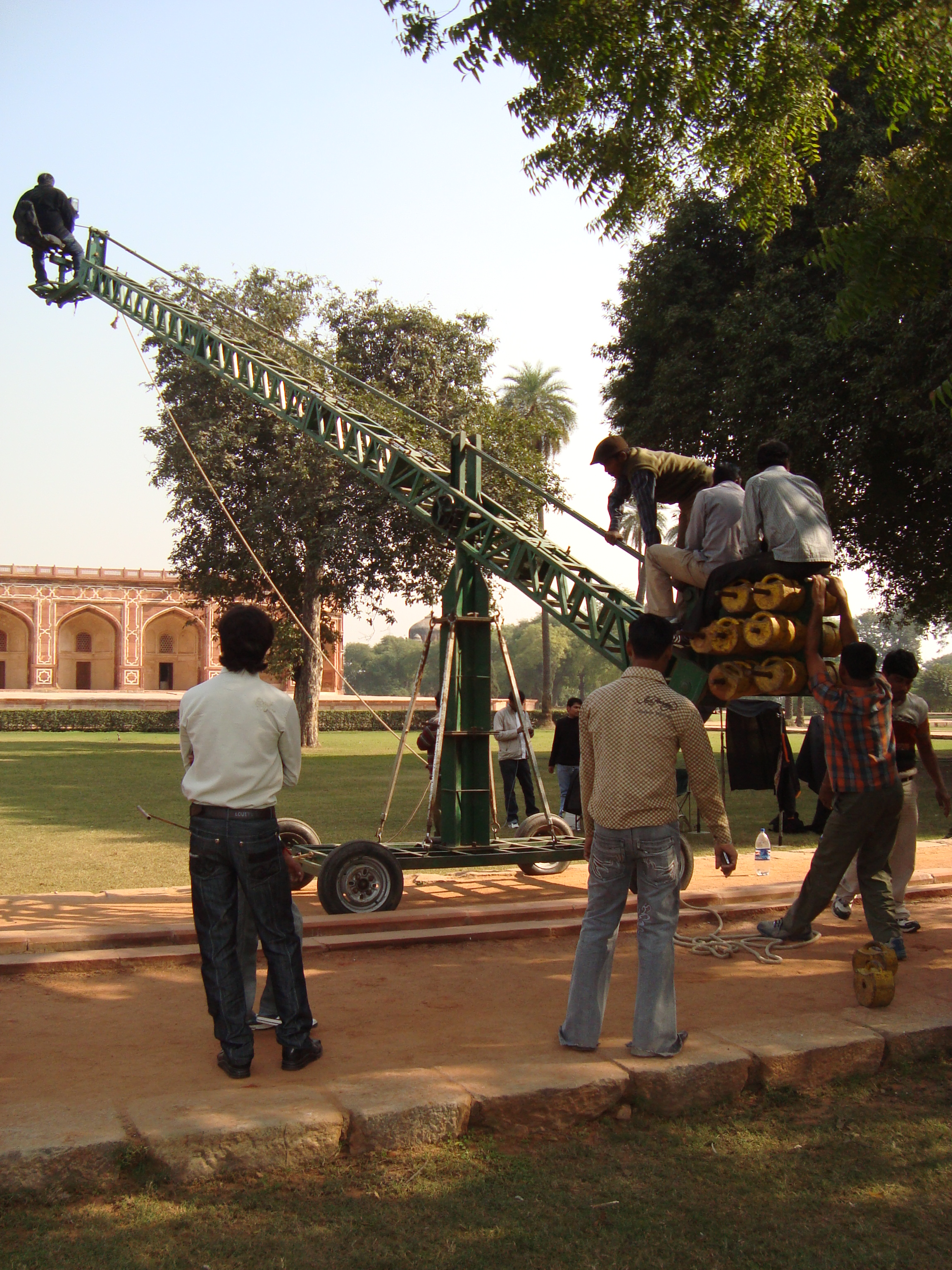
Grue classique : les machinistes sont nombreux pour la mettre en mouvement.
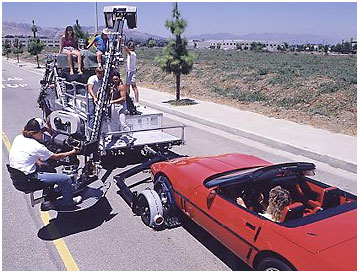
Caméra et son opérateur sur une plateforme de grue embarquée sur un camion tirant une voiture à l’image.
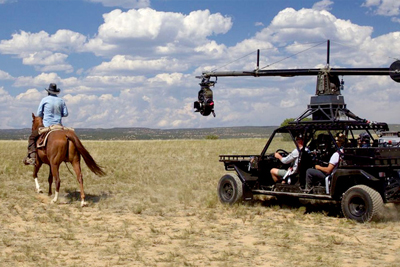
Caméra télécommandée au bout d’un jib porté par un véhicule électrique sur un terrain accidenté.
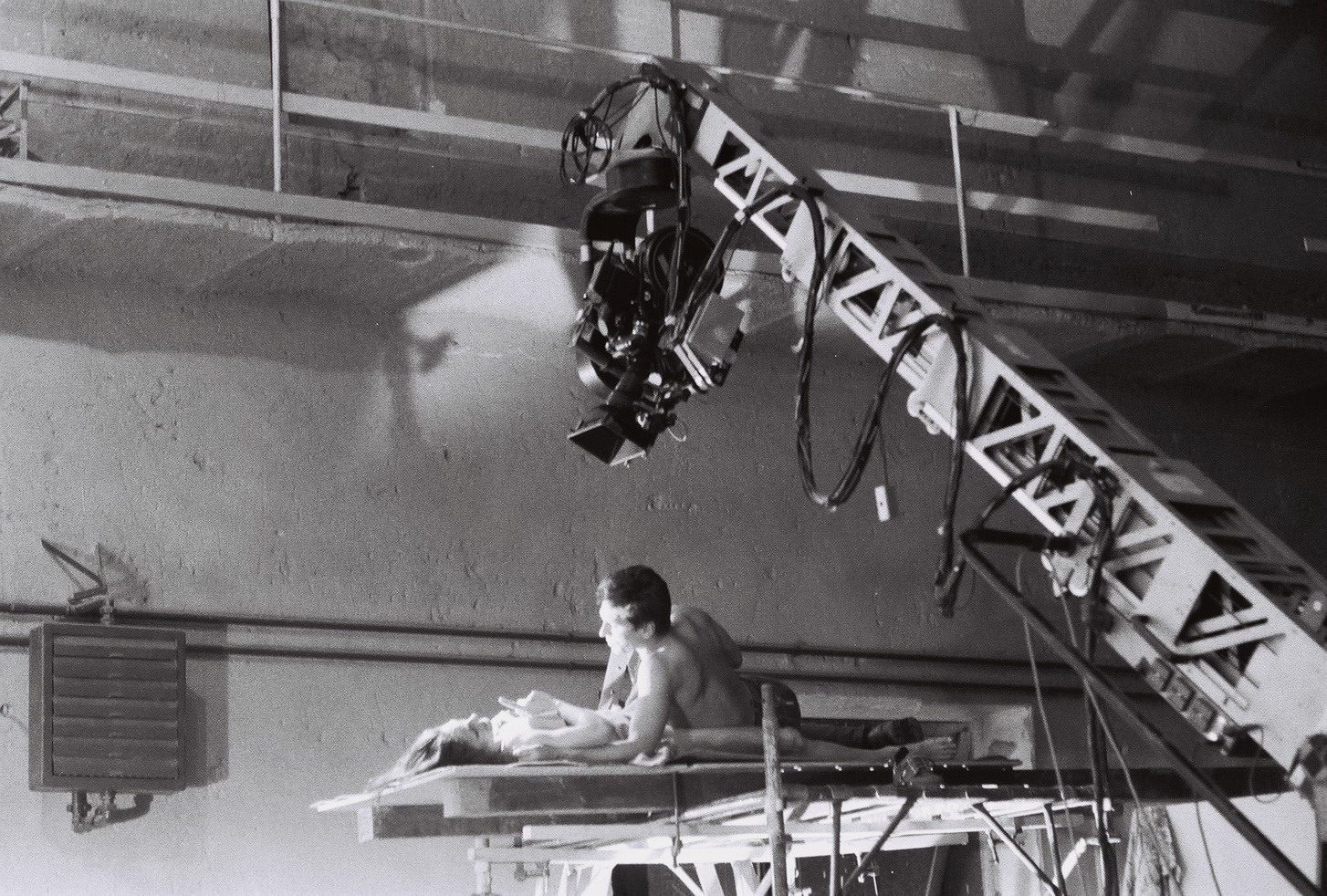
Caméra portée par une grue télescopique pour filmer en plongée les deux amants.

Le délire de la caméra qui danse et vole ne date pas d’aujourd’hui. En 1925, le réalisateur Abel Gance tourne un Napoléon au budget gigantesque. À cette époque, plusieurs cinéastes ont utilisé les caméras 35 mm à moteur à ressort, nouvellement inventées, pour fonctionner sans l’aide d’un cadreur, portées par les figurants ou les acteurs mêmes (ancêtres des caméras d’action !) « Gance attacha sa caméra sur un coursier démonté, pour obtenir le point de vue du cheval emballé, ou la fixa sur la poitrine d’un ténor, pour enregistrer la vision par le chanteur, de la Convention écoutant La Marseillaise (…) Pour les scènes du siège de Toulon, on employa des caméras miniatures enfermées dans des ballons de football et projetées comme des boulets. En Corse, on jeta dans la mer des caméras sous-marines du haut des falaises. »
Actuellement, un concurrent sérieux de la grue commence à se manifester au niveau du documentaire. C’est le drone télécommandé qui trouve une application parfaite en extérieur. Les progrès sont tels qu’on peut l’imaginer, dans les années à venir, prendre la place de certains engins, notamment des grandes grues dévoreuses de main d’œuvre. 

## Guidon

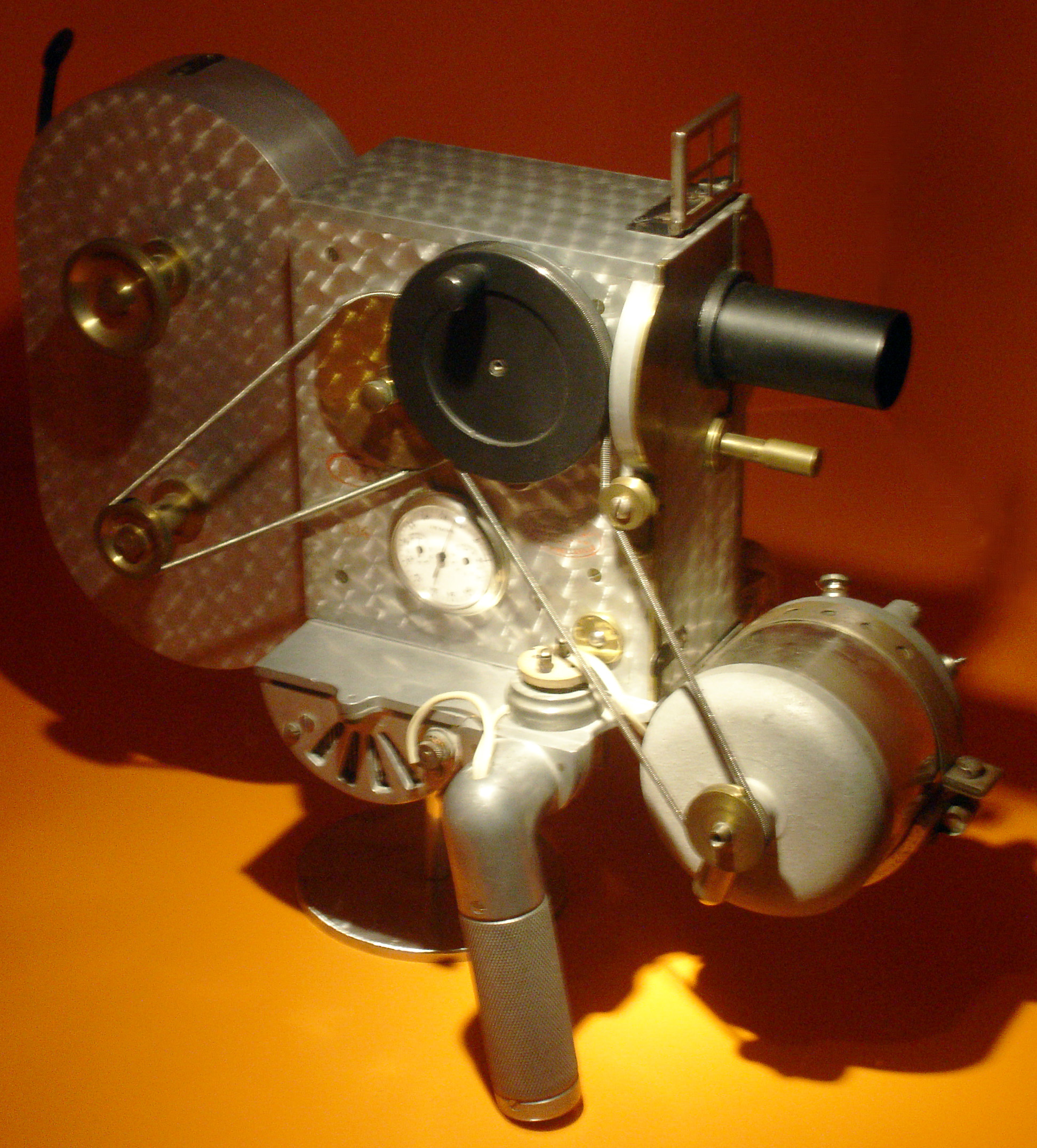
Caméra Cinex Bourdereau et son guidon (1922).

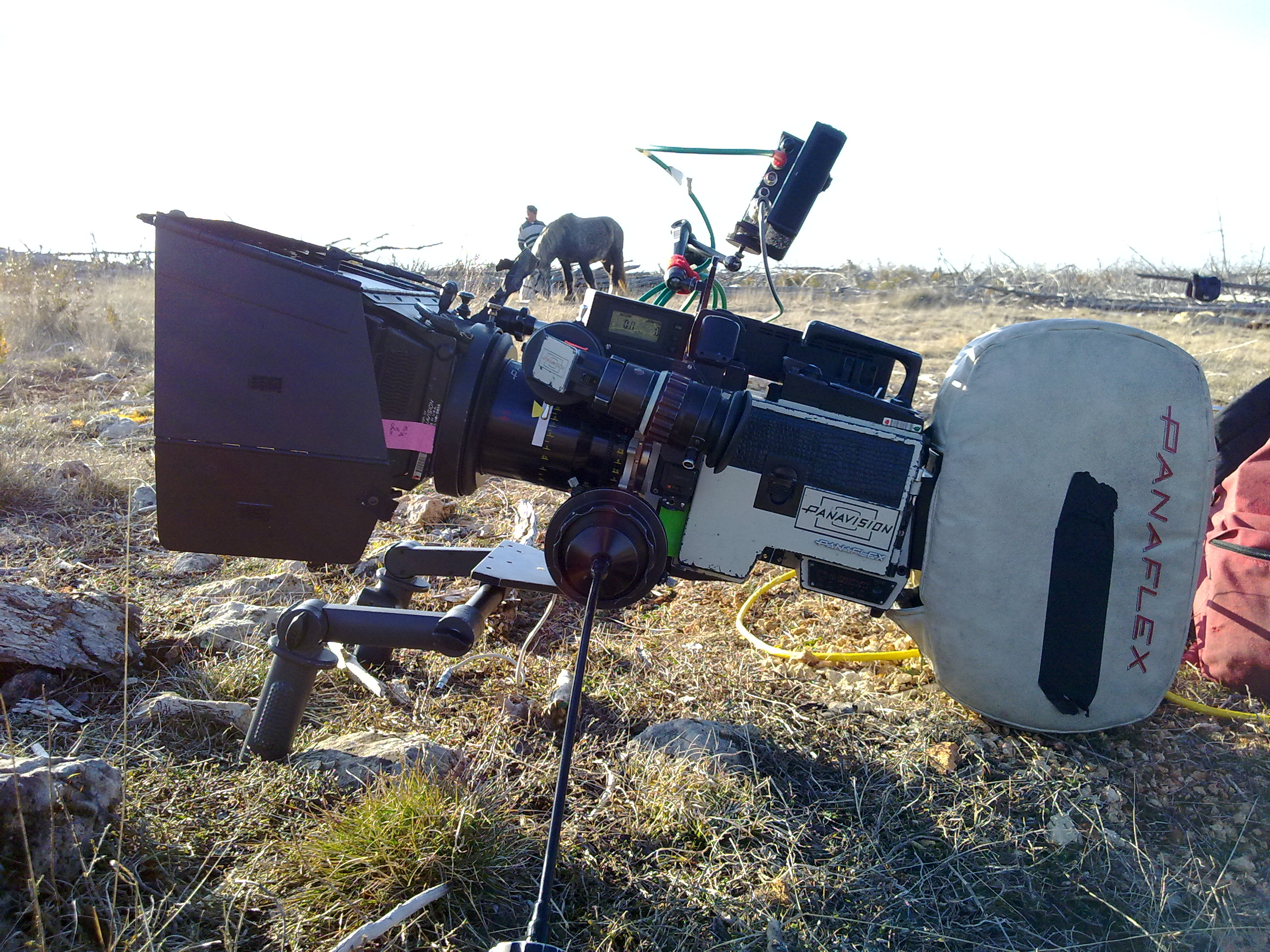
Caméra Panaflex Platinum et son guidon (2011), prête pour un hand-held shot.

Le portage « à l’épaule » de la caméra a aussi inspiré quelques cinéastes dès les premières années du cinéma. Comme il fallait tourner la manivelle d’entraînement du mécanisme de l’appareil, le portage se faisait plus exactement sur le ventre, la caméra étant soutenue par des cordes. Mais ce genre de fantaisies n’a pas laissé beaucoup de traces. En revanche, la mise au point de moteurs électriques de faible poids et puissants a permis de porter à la main des caméras telle la Cinex de 1922. Ne pesant pas plus que 5 kg toute équipée, elle était prévue pour être posée sur l’épaule de l’opérateur. « Pour un meilleur confort de portage et de manipulation, la caméra est fixée à un harnais léger ou munie d’un guidon, tel celui d’un vélo. »
Le guidon est un dispositif très simple et très efficace, permettant notamment d’exécuter des panoramiques très rapides (panoramiques filés, appelés aussi panoramiques « fouettés », en référence à sa désignation en américain, whip pan). Et aussi pour cadrer et recadrer plus facilement des scènes d’action, notamment quand l’opérateur s’approche des personnages (duel à l’épée par exemple, ou combat de boxe). Parfois, afin d’obtenir des plans subjectifs, le guidon est en plus porteur d’une protection de type bouclier pour faire face à l’un des combattants et l’approcher. Souvent, ce procédé est adopté au cours du tournage des séries télévisées pour des raisons économiques et pratiques, notamment quand plusieurs caméras filment un échange entre quelques personnages vus sous différents angles. La gageure pour chacun des cadreurs étant de ne pas inclure dans son champ l’un de ses collègues avec sa caméra, la grande facilité de recadrage qu’offre un guidon est un atout majeur pour l’économie de ce genre de films. L’inconvénient est que le cadre de l’image bouge en tous sens. Mais « le spectateur, nourri de reportages à la télévision, et aussi de ses propres vidéos d’amateur, a dorénavant devant le spectacle d’une image bougée, tremblée, une réaction culturelle. Si la caméra est ballottée, c’est qu’elle est dans une situation de reportage, elle est donc devant la vraie vie. Au lieu de minimiser l’impact de ses prises de vues, la caméra portée renforce l’impression de véracité d’une scène », ce qui est un avantage dans une fiction.

## Stabilisateur mécanique
En 1976, l'Américain Garrett Brown, « constatant que ce qui bouge vraiment dans un mouvement de caméra portée, c’est l’opérateur lui-même, la marche étant la chute du corps d’un pied à l’autre, donc une succession de chocs, a eu l’idée de désolidariser l’opérateur de sa caméra en lui faisant porter l’appareil par l’intermédiaire d’un bras spécial muni de ressorts qui amortissent la moindre secousse et qui utilisent l’inertie pondérale de la caméra. Il avait baptisé ce bras « la trompe d’éléphant »! » Ce système, c’est le Steadicam (marque), où la visée se fait, comme pour la Louma, grâce à un écran vidéo.
Panavision a sorti son propre stabilisateur : le Panaglide.